# Buch der Chronik
| Ketuvim (Schriften) des Tanach                                                                      |
| --------------------------------------------------------------------------------------------------- |
| Sifrei Emet (poetische Bücher)                                                                      |
| - סֵפֶר תְּהִלִּים – Buch der Psalmen - אִיּוֹב – Ijob - מִשְלֵי שְׁלֹמֹה – Sprüche Salomos                          |
| חמש מגילות – Megillot (Festrollen)                                                                  |
| - רוּת – Buch Rut - שִׁיר הַשִּׁירִים – Hoheslied - קֹהֶלֶת – Kohelet - אֵיכָה – Klagelieder - אֶסְתֵּר – Buch Ester |
| Übrige                                                                                              |
| - דָּנִיּאֵל – Daniel - עֶזְרָא – Esra (einschließlich Nehemia) - דִּבְרֵי הַיָּמִים – Chronik (1–2 Chr)            |

Beginn der Chronik als letztes Buch der Bibel in einer aschkenasischen Handschrift. Im Zentrum der Mikrografik steht das erste Wort des Buches, „Adam“.

Die Chronik oder das Buch der Chronik ist ein Buch der Hebräischen Bibel, das die Geschichte Israels als Geschichte Davids und seiner Dynastie zum Gegenstand hat und dabei besonderes Interesse an genealogischen Zuordnungen sowie an der Ordnung des Jerusalemer Tempelkultes zeigt. Es nimmt in der Hebräischen Bibel dadurch eine besondere Stellung ein, dass es das einzige Buch ist, dessen Quellen weitgehend bekannt sind und mit dem Buch selbst verglichen werden können. Das Buch wurde für die griechische Übersetzung in zwei Bücher geteilt. Diese Trennung in zwei Bücher der Chronik oder Chronikbücher hat sich zusammen mit der Kapitelzählung seit dem Zeitalter des Buchdrucks allgemein durchgesetzt. Bei Stellenangaben wird daher immer zwischen dem 1. Buch der Chronik (1 Chr) und dem 2. Buch der Chronik (2 Chr) differenziert.

## Namen des Buches
Der traditionelle Titel des Buches lautet hebräisch (סֵפֶר) דִּבְרֵי הֲיָּמִים (sefær) divrê hǎjjāmîm, deutsch ‚(Buch der) Worte / Begebenheiten der Tage‘. Das ist der übliche hebräische Ausdruck für ‚Annalen‘ oder ‚Tagebücher‘. Dadurch wird der Eindruck erweckt, es handele sich bei diesem Buch um diejenigen Annalen der Könige Judas, auf die im Königebuch regelmäßig als Quelle für weitere Detailinformationen verwiesen wird.
So lautet die Schlussformel für Joschafat im Königebuch (revidierte Einheitsübersetzung):

„Die übrige Geschichte Joschafats, die Erfolge, die er errang, und die Kriege, die er führte, sind aufgezeichnet in der Chronik der Könige von Juda.“

Auch der Buchname in der Septuaginta knüpft an diese Zitationsformeln an. Hier heißen die Chronikbücher Biblia ton paraleipomenon (altgriechisch βιβλία τῶν παραλειπομένων ‚Bücher der übriggelassenen (Dinge)‘). Damit wird dem Rechnung getragen, dass im Königebuch regelmäßig nur für ‚das Übrige‘ (altgriechisch τὰ λοιπὰ ta loipa, z. B. 1 Kön 22,46 ) auf die Chronik verwiesen wird.

Überschrift über die Chronik im Codex Amiatinus (Vulgata)

Hieronymus übernimmt in der Vulgata beide Titel, den griechischen aus der Septuaginta sowie den hebräischen, den er ins Lateinische übersetzt (lateinisch Paralipomenon qui Hebraice dicitur Dabreiamim id est Verba Dierum ‚Paralipomenon, was auf hebräisch Dabreiamim genannt wird, d. h., Worte der Tage‘). Doch gibt Hieronymus in der Vorrede zum Buch der Könige (= Samuel und Könige) eine inhaltliche Beschreibung des Buches:

“Dabreiamin, id est Verba dierum, quod significantius χρονικον totius divinae historiae possumus appellare, qui liber apud nos Paralipomenon primus et secundus scribitur.”

„Dabreiamin, das heißt ‚Berichte über die Tage‘, was wir wohl deutlicher eine Chronik der gesamten göttlichen Geschichte nennen können, ein Buch, das bei uns als erstes und zweites der Paralipomena betitelt wird.“

In Anknüpfung an diese inhaltliche Charakterisierung, für die Hieronymus ein griechisches Fremdwort benutzte (das Chronikon), hat Martin Luther in seiner Bibelübersetzung die Bezeichnung Chronica als Überschrift gewählt, die latinisierte Form, die aus dem griechischen Plural einen femininen Singular gemacht hat. Seitdem hat sich die Bezeichnung „die Chronik“ allgemein als Buchtitel durchgesetzt.

## Stellung im Kanon
Im Tanach gehört die Chronik zum dritten Kanonteil, den Ketuvim. Dort steht sie in den ältesten masoretischen Handschriften – so im Codex von Aleppo und im Codex Petropolitanus B19a (Codex L) – am Anfang, vor dem Psalter. In den sefardischen und aschkenasischen Handschriften steht die Chronik dagegen am Schluss der Ketuvim und damit der Bibel. Diese Schlussposition wurde in den ersten hebräischen Bibeldrucken übernommen und hat sich seitdem allgemein durchgesetzt. Auch die Biblia Hebraica Stuttgartensia weicht in diesem einen Punkt von der Reihenfolge ihrer Vorlage, dem Codex L, ab. Dagegen soll die Chronik in der Biblia Hebraica Quinta am Anfang des Schriftenkanons stehen. Die Schlussstellung der Chronik ist auch entstehungsgeschichtlich ausgewertet worden. Allerdings ist es sehr unwahrscheinlich, dass eine bestimmte Stellung im Kanon intendiert war, da es bis zur Einführung des Codex ohnehin keine verbindliche Reihenfolge der Schriften gab und geben konnte.
In der Septuaginta gehört die Chronik zu den Geschichtsbüchern und steht meist nach den Büchern der Königtümer (= 1–2 Samuel und 1–2 Könige), gefolgt vom 1. Buch Esra (sogenannter 3. Esra) und dem 2. Buch Esra (= Esra–Nehemia). In der Vulgata wurde diese Platzierung übernommen, aber der nicht zum hebräischen Kanon gehörende „1. Esra“ als 3. Buch Esra gezählt und in den Anhang verschoben, so dass nun Esra und Nehemia auf die Chronik folgen. Das ist die Reihenfolge, die sich bis heute in den meisten christlichen Bibeln findet.

## Abschnittseinteilungen und Aufteilung in zwei Bücher

Liste der Sedarim in der Chronik in der Schlussmasora des Codex L (fol. 463r)

Der hebräische Text enthielt ursprünglich keine Kapiteleinteilung. Der Text war lediglich durch optische Abschnitte (Petucha und Setuma) untergliedert. Die ältesten masoretischen Handschriften kennen aber bereits eine traditionelle Einteilung in 25 Sedarim, zudem markieren sie mit den Akzenten die traditionelle Verseinteilung und notieren die Zahl von 1765 Versen. Die Sedarim werden im Text auch nummeriert.
Die Septuaginta hat anscheinend den Text von Anfang an auf zwei Buchrollen verteilt. Das hat damit zu tun, dass die griechische Übersetzung, zumindest in der Majuskelschrift, nahezu doppelt soviel Platz benötigt wie das hebräische Original. Während die Chronik im hebräischen Text des Codex L ca. 99.500 Buchstaben umfasst, enthalten die Chronikbücher im griechischen Text des Codex Vaticanus ca. 182.000 Buchstaben. Z. B. steht für „in seinen Tagen“ (1 Chr 22,9 ) im hebräischen Text ein Wort von fünf Buchstaben, das Präposition und Suffix enthält (hebräisch בְּיָמָיו bəjamaw, 1 Chr 22,9 ), während die griechische Übersetzung vier Wörter mit 18 Buchstaben benötigt (altgriechisch ἐν ταῖς ἡμέραις αὐτοῦ. en tais hämerais autou, 1 Chr 22,9 ). Der Einschnitt wurde nach dem Tod Davids gesetzt, weil das in Analogie zu anderen biblischen Büchern (Genesis, Deuteronomium, Buch Josua) als klassischer Buchschluss gelten konnte.
Mit der Einführung des Codex konnten auch die griechischen Chronikbücher in einem Buch zusammengestellt werden. Sie wurden immer als zusammengehörig verstanden. Im Codex Vaticanus gibt es eine durchgehende Kapitelzählung, die die Chronik in 93 Kapitel teilt, wobei das zweite Buch mit Kapitel 41 beginnt.
Allgemein durchgesetzt hat sich allerdings im Zeitalter des Buchdrucks diejenige Kapiteleinteilung, die Stephan Langton für die Vulgata erstellt hatte. Nach dieser werden heute alle Versionen der Chronik nach Buch und Kapitel zitiert, während die Verszählung sich nach der masoretischen Verseinteilung richtet.

## Datierung
Der terminus post quem für die Chronik als Buch ergibt sich aus der Genealogie der Davididen. Diese wird in 1 Chr 3,17–24  über Jojachin, der 597 v. Chr. im Alter von 18 Jahren ins babylonische Exil geführt wurde (2 Kön 24,8–15  und 2 Chr 36,9–10 ) und dessen Enkel Serubbabel, der um 520 v. Chr. in Jerusalem Statthalter war (Hag 1,1 ), noch mindestens sieben Generationen weitergeführt. Die Chronik kann also frühestens im 4. Jahrhundert v. Chr. abgeschlossen worden sein.

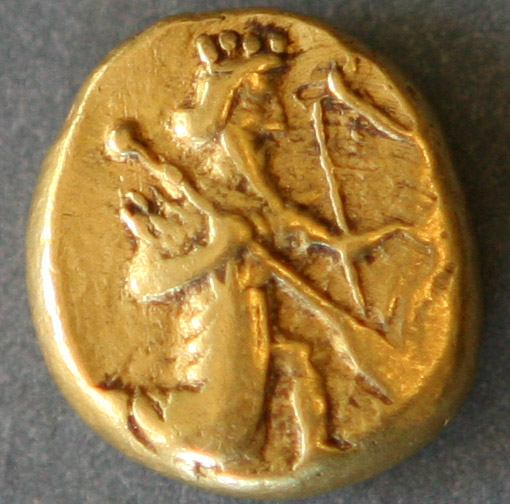
Dareikos aus dem 5. Jh. v. Chr.

Einige Anachronismen lassen sich ebenfalls am einfachsten mit einer spätpersischen oder frühhellenistischen Entstehung erklären. So sind nach 1 Chr 29,7  zur Zeit Davids 10.000 אֲדַרְכֹנִים [adarxonim] für den Tempel gestiftet worden. Der Begriff (zu hebräisch אֲדַרְכֹּן [adarkon]) ist mit der nachexilischen דַּרְכְּמוֹן ‚Drachme‘ wortverwandt, taucht ansonsten nur noch in Esra 8,7  auf und wird mit Dareikos übersetzt, also einer Währung, die frühestens im Achämenidenreich geprägt wurde.
Zu den historischen Argumenten kommen die sprachgeschichtlichen Indizien für eine im Vergleich zu den Büchern der Tora und der Vorderen Propheten deutlich spätere Entstehungszeit: Vokabular, Syntax und Orthographie der Chronik gehören zum spätbiblischen Hebräisch (LBH, Late Biblical Hebrew), wie es sich auch in den Büchern Esra–Nehemia und Esther zeigt.

## Die in der Chronik verwendeten Quellen
Die Parallelen der Chronik zu weiteren Büchern der Hebräischen Bibel lassen sich am einfachsten mit einer Benutzung dieser Bücher durch die Chronik erklären (Sara Japhet). Im Einzelnen wurden folgende Quellen verwendet:
- Die Genesis, insbesondere Kap. 5 EU, 10 EU, 11 EU und 36 EU für 1 Chr 1 EU
- Das Buch Numeri, insbesondere Num 26 EU, sowie das Josuabuch für 1 Chr 2–9 EU
- Das Buch Samuel, insbesondere 1 Sam 31 EU, 2 Sam 5–8 EU, 10 EU, 21 EU und 24 EU, für die Erzählung vom Tod Sauls und die Davidgeschichte
- Das Buch der Könige für 2 Chr 1–36 EU
- Das Jesajabuch für 2 Chr 32,32 EU
- Das Jeremiabuch für 2 Chr 36,12 EU
- Der Psalter für 1 Chr 16,8–36 EU
- Das Buch Esra–Nehemia für 1 Chr 9 EU (vgl. Neh 11 EU) und für 2 Chr 36,22–24 EU (vgl. Esr 1,1–3 EU)

Die Hauptquellen sind das Samuel- und das Königebuch. Inwieweit dem Chronisten über die biblischen Bücher hinaus noch andere Quellen aus der Königszeit zur Verfügung standen, ist in der Forschung umstritten. Für die Nachrichten über die umfangreiche Bautätigkeit in der Zeit Hiskias, einschließlich der Wasserversorgung (2 Chr 32,28–30 ), ist dies erwogen worden. In jedem Fall war der Verfasser der Chronik detailliert über die genealogischen Traditionen der Judäer, insbesondere der Davididen, sowie über das Kultpersonal des zweiten Tempels informiert.

## Aufbau und Thematik

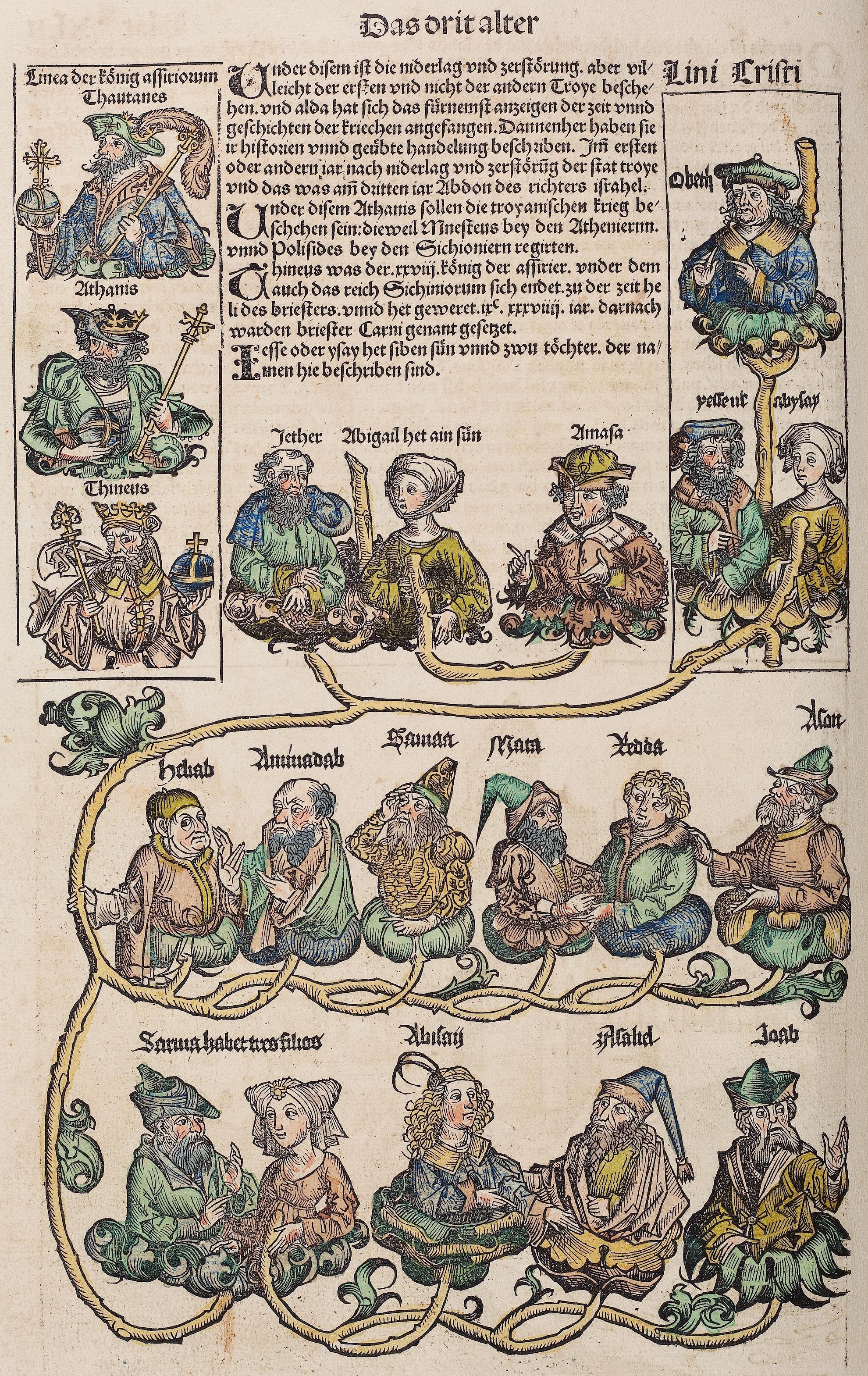
Jesse (Isai) mit seinem Vater Obed (Bibel), seiner Frau, seinen ältesten sechs Söhnen (den Brüdern Davids) sowie seinen beiden Töchtern Abigajil und Zeruja mit ihren Familien im Stammbaum Christi in Schedels Weltchronik, nach Informationen aus

Drei Themenbereiche beherrschen die Chronik, die eng miteinander verbunden sind: Erstens das Volk Israel, zweitens die davidische Dynastie und drittens der vor allem von den Leviten getragene Tempelkult. Alle drei Themen durchziehen die vier Hauptteile der Chronik: Die umfangreiche, vor allem von Genealogien geprägte Einleitung (1. Chronik 1–10), die Regierung Davids (1. Chronik 11–29), die Regierung Salomos (2. Chronik 1–9) und die weitere Geschichte Judas bis zum Kyrusedikt (2. Chronik 10–36).
Der erste Teil verankert David und die Leviten in der Genealogie Israels, das wiederum in die Genealogie der Menschheit eingebettet ist. Die Chronik beginnt mit dem Namen des ersten Menschen, Adam, und schreitet in wenigen Versen bis zu Isaaks Söhnen „Esau und Israel“ fort (1 Chr 1,1–34 ), gefolgt von einer Aufzählung von Nachkommen Esaus. Jakob heißt hier von Anfang an „Israel“, und von Kapitel 2 an geht es um die Söhne Israels. Dabei stehen drei Stämme im Fokus: Zuerst Juda und seine Nachkommen (1 Chr 2–4 ), zu denen auch David gehört, dann Levi und seine Nachkommen, die Leviten (1 Chr 6–7 ), und schließlich Benjamin (1 Chr 8 ), zu dessen Nachkommen Saul gehört, der erste König Israels. Die Vorfahren und Nachkommen Davids in den Genealogien der Chronik dienten den Stammbäumen Jesu im Matthäus- und Lukasevangelium als Quelle, weil Jesus als Sohn Davids angesehen wurde.
Während im Samuelbuch von einer langen Konkurrenz zwischen Saul und David die Rede ist (1 Sam 16 –2 Sam 5 ), erscheint David in der Chronik von Anfang an als unangefochtener Nachfolger Sauls, der gleich nach dessen Tod (1 Chr 9 ) von allen Stämmen Israels zum König gekrönt wird (1 Chr 10 ). Das Königtum Davids über Israel ist nach der Chronik vor allem von der Sorge um den rechten Kult bestimmt. Indem David die Leviten zum Dienst am Tempel sowie als Sänger und Türhüter einteilt und seinem Sohn Salomo einen genauen Plan für den Tempelbau übergibt, wird eine Lücke gefüllt, da in der Tora entsprechende Regelungen fehlten: Dort haben die Leviten lediglich die Aufgabe, das Heiligtum zu transportieren (Num 4 ) – eine Aufgabe, die hinfällig wird, wenn ein ortsfester Tempel besteht. Der Altardienst bleibt den Nachkommen Aarons vorbehalten (Num 18,7 ), und von Kultsängern am Heiligtum ist nicht die Rede. Da David als Verfasser vieler Psalmen gilt (Davidpsalm) und im Samuelbuch als Musiker geschildert wird (1 Sam 16,16–23 ), lag es nahe, die Anordnung des Tempelgesangs auf David als Kultgründer zurückzuführen.
Im Mittelpunkt der Geschichte Salomos (2 Chr 1–9 ) steht der, nach der Chronik von David vorbereitete, Tempelbau für JHWH, den Gott Israels (2 Chr 6,2 ). Die Leviten begleiten die Einweihung mit ihrem Gesang (2 Chr 7,6 ), und Salomo hält die von David getroffenen Vereinbarungen für die Kultordnung genau ein (2 Chr 8,14–15 ).
Der letzte Großabschnitt, 2. Chronik 10–36, besteht aus einer Folge von Abschnitten zu den Königen Judas, von Rehabeam bis Zedekia. Im Unterschied zum Königebuch fallen die gesamten Abschnitte zu den Königen des Nordreichs weg. Nach 2 Chr 11,12  gehörte aber bereits unter Rehabeam der Stamm Benjamin zum Königreich Juda, und auch die Leviten kamen aus ganz Israel zu Rehabeam nach Jerusalem (2 Chr 11,13–16 ). Auch der Untergang des Nordreichs wird in der Chronik nur indirekt thematisiert: Hiskia sendet Boten zu den Nordstämmen, um sie zum gemeinsamen Passafest einzuladen (2 Chr 30,1–11 ), bei dem dann auch die Leviten wieder gebraucht wurden (2 Chr 30,17 ). Israel als Volk JHWHs existiert, so die Chronik, in Juda weiter. So erscheint die Ankündigung des Wiederaufbaus des Jerusalemer Tempels und die Erlaubnis zur Rückkehr durch Kyrus (2 Chr 36,22–23 ) in der Chronik als Grundlage einer Erneuerung Israels.

## Verhältnis der Chronik zu ihren Quellen

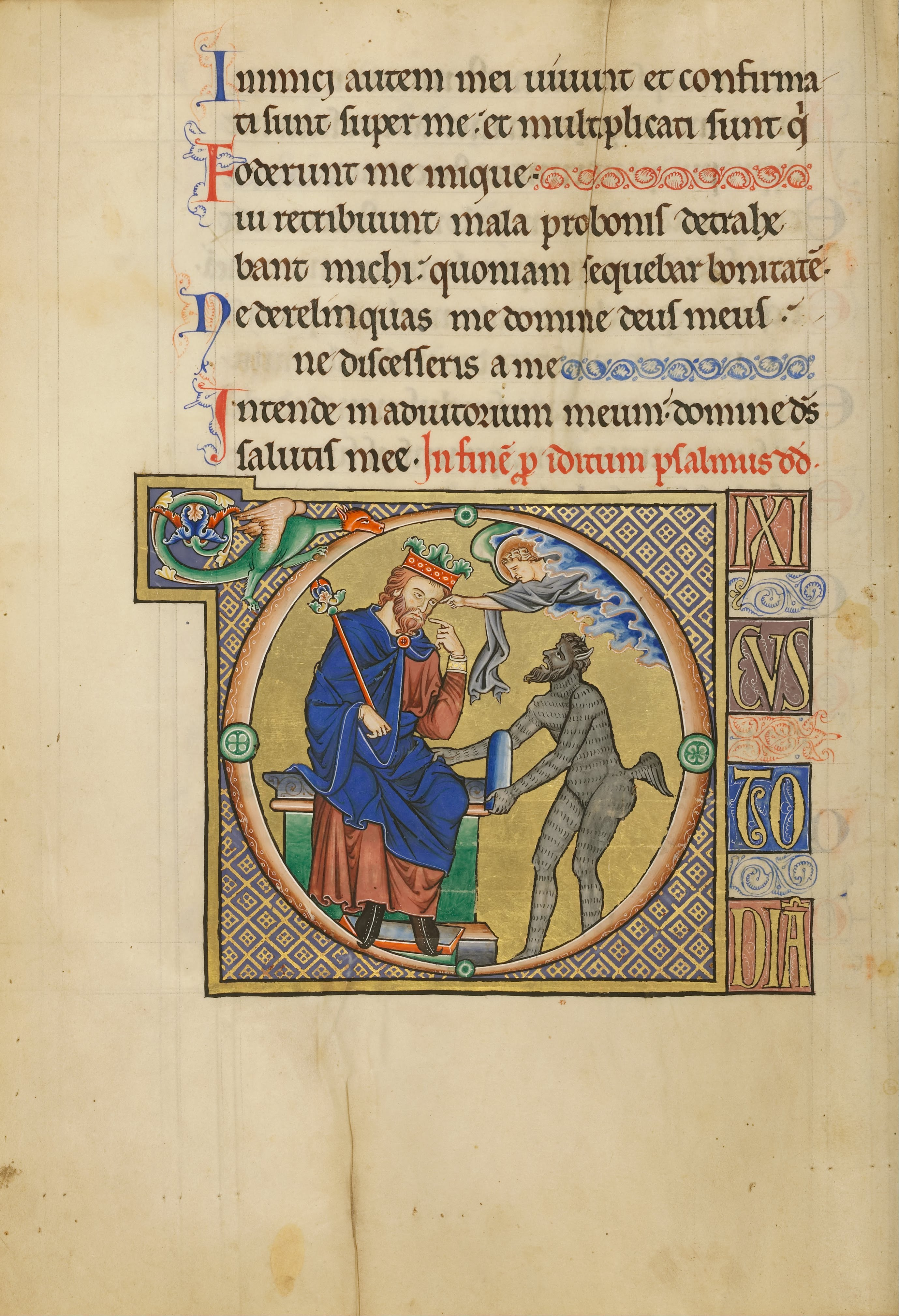
Illustration zu im Ingeborg Psalter (ca. 1195–1210): Der Satan als Versucher (mit einer Tafel für die Heereszählung) und der Engel zwischen Himmel und Erde sind spezifische Motive aus, die in fehlen.

Die Chronik geht mit allen ihren Quellen eklektisch um. Der Chronist kopiert sie auszugsweise und macht sie seinem literarischen Plan dienstbar, demzufolge der von David begründete Jerusalemer Tempelkult die Existenzgrundlage des nachexilischen Israel darstellt.
Die Darstellung des Königtums Sauls wird ebenso wie die des Königreichs Israel ausgelassen. Die Ablösung Sauls durch David erscheint in der Chronik ebenso alternativlos wie die Thronnachfolge durch Salomo, indem beides auf Gottes Wort zurückgeführt wird.
Ein wichtiges Kriterium für historische Plausibilität war für den Chronisten der Tun-Ergehen-Zusammenhang. Die lange, friedliche Regierungszeit des Manasse, der im Königebuch sehr negativ beurteilt wird, konnte aus seiner Perspektive nicht die ganze Wahrheit sein. Er berichtet deshalb von einer Bestrafung und späteren Bekehrung dieses Königs.
Der literarische Charakter der Chronik ist unterschiedlich beurteilt worden. Für Thomas Willi ist die Chronik gegenüber den Samuel- und Königsbüchern, die er als „Produkt der sekundären Geschichtsschreibung“ bezeichnet, eine „tertiäre Bildung“, und will nichts anderes sein als Auslegung. „Die ganze Art seiner Schaffensweise setzt die prophetische Autorität der von ihm benützten Quellen voraus.“ Demgegenüber betont Benjamin Ziemer das Selbstbewusstsein des Chronisten, der bewusst manches aus seiner Sicht Unwahrscheinliche weggelassen oder verändert habe. Der Anspruch der Chronik wäre gewesen, als „vollständige Chronik Davids, Salomos und der Könige Judas“ und damit als die im Königebuch zitierte Quelle zu erscheinen.
Auch Isaac Kalimi weist darauf hin, dass die „Adaption der Texte aus Samuel und Könige durch den Chronisten“ zeigt, wie das Vorhandene nicht einfach nur bewahrt, sondern korrigiert und geändert wird, „um Widersprüche zu harmonisieren oder schwierige Passagen verständlich zu machen“. Der Chronist ist für Kalimi ein ernstzunehmender Geschichtsschreiber.
Ein bekannter Widerspruch im Samuelbuch besteht z. B. darin, dass nach 1 Sam 17  und 21,10  David den Goliat besiegt hat, nach 2 Sam 21,19  aber ein gewisser Elhanan diese Ruhmestat vollbracht hat. Der Chronist löst den Widerspruch, indem er den Text der zweiten Notiz ändert: Demnach hat Elhanan den Bruder Goliats besiegt 1 Chr 20,5 . David darf also für den Leser der Chronik als Besieger Goliats gelten – obwohl der Kampf wie die gesamte Aufstiegsgeschichte Davids in der Chronik weggelassen wird.
Nach 2 Sam 7,1  soll JHWH dem David Ruhe vor allen seinen Feinden verschafft haben, obwohl er ihm das wenige Verse später erst für die Zukunft verheißt 2 Sam 7,11  und in den folgenden Kapiteln noch von vielen Kriegen die Rede ist. Nach Deut 12,10  ist genau diese Ruhe vor den Feinden die Voraussetzung für die Errichtung des Zentralheiligtums. Damit bleibt im Samuelbuch unerklärt, warum David noch nicht selbst den Tempel bauen darf. Für den Chronisten ist das Problem von zentraler Bedeutung. Er löst es dadurch, dass tatsächlich erst Salomo Ruhe vor allen seinen Feinden hat. In der ansonsten fast unveränderten Wiedergabe von 2 Sam 7  in 1 Chr 17  wird der Einleitungssatz weggelassen, und zweimal betont, dass David als Mann des Krieges zu viel Blut vergossen habe, während Salomo, als Mann des Friedens (ein Wortspiel mit hebräisch שָׁלוֹם šalôm, deutsch ‚Frieden‘), den Tempel bauen dürfe (1 Chr 22,8  und 28,3 ).

### Kommentare
- Wilhelm Rudolph: Chronikbücher. Handbuch zum Alten Testament, Mohr, Tübingen 1955.
- Sara Japhet: 1 Chronik. Herders Theologischer Kommentar zum Alten Testament, Herder, Freiburg i.Br. u. a. 2002.
- Sara Japhet: 2 Chronik. Herders Theologischer Kommentar zum Alten Testament, Herder, Freiburg i.Br. u. a. 2003.
- Thomas Willi: Chronik. Biblischer Kommentar Altes Testament. Neukirchener Verlag, Neukirchen (Vluyn) 1999 ff. (Erscheint in Lieferungen. Erster Teilband (1Chr 1,1–10,14) 2009 abgeschlossen.)

### Synopsen
- Primo Vannutelli: Libri Synoptici Veteris Testamenti seu Librorum Regum et Chronicorum Loci Paralleli. 2 Bde., Pontificio Instituto Biblico, Rom 1931 und 1934. (Hebräische, griechische und lateinische Synopse zur Chronik.)
- Abba Bendavid: Parallels in the Bible. Carta, Jerusalem 1972. (Hebräische Synopse zur Chronik.)
- Jürgen Kegler: Deutsche Synopse zum chronistischen Geschichtswerk. Lang, Frankfurt am Main 1993.

### Weitere Literatur
- Wilhelm Martin Leberecht de Wette: Kritischer Versuch über die Glaubwürdigkeit der Bücher der Chronik mit Hinsicht auf die Geschichte der Mosaischen Bücher und Gesetzgebung. Ein Nachtrag zu den Vaterschen Untersuchungen über den Pentateuch. Schimmelpfennig, Halle 1806.
- Martin Noth: Überlieferungsgeschichtliche Studien. Erster Teil. Die sammelnden und bearbeitenden Geschichtswerke im Alten Testament. Niemeyer, Halle 1943.
- Sara Japhet: The Supposed Common Authorship of Chronicles and Ezra–Nehemia Investigated anew. Vetus Testamentum  18, 1968 S. 330–371.
- Thomas Willi: Die Chronik als Auslegung. Untersuchungen zur literarischen Gestalt der historischen Überlieferung Israels. Forschungen zu Religion und Literatur des Alten und Neuen Testaments 106, Vandenhoeck & Ruprecht, Göttingen 1972.
- Reinhard Gregor Kratz: Die Komposition der erzählenden Bücher des Alten Testaments. Grundwissen der Bibelkritik, Göttingen 2000.
- Isaac Kalimi: Das Chronikbuch und seine Chronik. Zur Entstehung und Rezeption eines biblischen Buches. Herder, Freiburg im Breisgau u. a. 2013
- Benjamin Ziemer: Die Chronik. In: Ders., Kritik des Wachstumsmodells. Die Grenzen alttestamentlicher Redaktionsgeschichte im Lichte empirischer Evidenz, Brill, Leiden / Boston 2020, S. 221–272.